# Alfonso Mondelo
Alfonso Mondelo (nascut el 13 d'agost de 1958 a Barakaldo) és un entrenador de futbol basc.
La carrera d'entrenador de Mondelo inclou molts moments destacats, com la selecció de Puerto Rico, on va entrenar la futura estrella de la selecció dels Estats Units d'Amèrica (EUA) Chris Armas. També va entrenar els Long Island Rough Riders a l'A-League. La seva gran oportunitat va arribar quan es va convertir en l'entrenador ajudant del MetroStars de la Major League Soccer, sota la direcció de l'entrenador brasiler Carlos Alberto Parreira, guanyador de la Copa del Món. Quan Parreira va marxar, Mondelo va rebre el càrrec d'entrenador en cap dels Metros. Va entrenar el club la temporada 1998 amb un balanç de 14-17-0. Va ser acomiadat quan quedava un partit a la temporada regular, quan els MetroStars van contractar l'exentrenador de la selecció nord-americana Bora Milutinovic.
De 1999 a 2001, Mondelo va ser assistent de la selecció dels EUA, sota la direcció de l'entrenador Bruce Arena. Va tornar a la MLS la temporada 2001 per entrenar els Tampa Bay Mutiny. Des del 2002 fins al 2004 va ser el director d'entrenament de l'ENYYSA (Eastern New York Youth Soccer Association). S'ha mantingut molt actiu com a entrenador adjunt i consultor de la US Soccer i l'any 2005 se li va oferir una feina a la direcció esportiva de la Major League Soccer a la ciutat de Nova York, on ara treballa al departament de desenvolupament de jugadors com a director de programes de jugadors.